# Бойто, Камилло
Камилло Бойто (итал. Camillo Boito; 30 октября 1836[…], Рим — 28 июня 1914, Милан) — итальянский архитектор и инженер, историк и теоретик искусства, художественный критик, публицист. Камилло Бойто имел в качестве своего любимого ученика и наследника Энрико Дзанони.

## Биография
Родился в Риме, в семье художника-миниатюриста и портретиста Сильвестро Бойто (ит.). Мать — польская аристократка Юзефа Карсьницкая (урождённая графиня Радолинская). Его младший брат — Арриго Бойто, итальянский композитор и поэт, прославившийся как автор либретто к операм Джузеппе Верди «Отелло» и «Фальстаф».
Камилло Бойто учился в Падуе, архитектуру изучал в Венецианской академии. Увлёкся изучением средневековой архитектуры, преподавал архитектуру в Венецианской академии, но его выступления против австрийских властей, вынудили в 1856 году переехать в Тоскану.
Во Флоренции Бойто писал статьи для журнала «Зритель» (Lo Spettatore), был художественным критиком журналов «Сумерки» (Il Crepuscolo), «Итальянская иллюстрация» (Illustrazione Italiana), «Политехникум» (Il Politecnico), «Новая Антология» (La Nuova Antologia). С 1860 года Камилло Бойто — профессор архитектуры Академии изящных искусств Брера в Милане. Сотрудничал с рядом миланских журналов. С 1865 года профессор Высшего технического института в Милане.
В качестве архитектора работал в основном в Падуе. Занимался реставрацией Базилики Палладио, или Палаццо делла Раджоне (Palazzo della Ragione), в Виченце, воссозданием алтаря церкви Сант Антонио работы Донателло (его реконструкция до настоящего времени вызывает споры), проектировал дом отдыха для пенсионеров-музыкантов «Casa di riposo per musicisti», или Casa Verdi, в Милане (1885—1896). Строительство финансировал Джузеппе Верди. Там же, в склепе часовни великий композитор был похоронен в 1901 году. Камилло Бойто создал фасады церкви Санта-Мария-Ассунта (ит.) и больницы в Галларате (провинция Варезе). Бойто писал повести и рассказы, сборник его рассказов был опубликован в 1891 году. С 1898 года был вторым директором художественного музея Польди-Пеццоли в Милане.

## В поисках национального стиля
Принимал участие в национальном литературно-художественном движении Скапильятура, выступал за национальное единство итальянцев, за укрепление «национального стиля» в архитектуре, живописи и скульптуре созданного в 1861 году Королевства Италия. Он считал, что национальная классика, в том числе искусство римской античности и итальянского средневековья и современного неоклассицизма, могут послужить эстетической и идейной основой нового единства нации.
На первом конгрессе архитекторов и инженеров итальянского Королевства, состоявшемся в 1872 году в Милане, Бойта избрали членом комиссии, назначенной для составления повестки дня по главной теме: создание «национального стиля». Комиссия сформулировала три руководящих принципа национальной архитектуры:
- Рациональные причины использования конструкции должны иметь приоритет над манерами, нормами и эстетическими отношениями;
- Стиль должен быть единым для всех итальянских регионов, но с изменениями, которые необходимы с учётом климата, местных строительных и отделочных материалов;
- Архитектурный стиль не может быть полностью новаторским, он должен иметь национальный характер и быть связанным с одним из итальянских архитектурных стилей прошлого, но исключая стилистические элементы из любых конвенциональных норм, так, чтобы метод строительства был согласован с новыми материалами и достижениями современной науки[5].

С 1880 года Камилло Бойто был членом Королевской комиссии, созданной для оценки результатов конкурса на лучший проект «Витториано» — памятника королю Виктору Эммануилу II. Конкурс в 1884 году выиграл архитектор Джузеппе Саккони. Ожесточённые дискуссии вызвало место возведения монумента в самом центре Рима, рядом с Капитолием. Огромный претенциозный памятник был построен не без влияния идей Бойто о «национальном стиле».

## Филологическая реставрация
Бойто был сторонником метода «филологической реставрации», он считал, что памятники истории и архитектуры должны оставаться со всеми дополнениями и изменениями, которые были внесены в эти памятники самой жизнью и изменениями окружающей обстановки. Такую «историческую патину» он называл «великолепной грязью времени» (splendido sudiciume del tempo). Бойто выступал против метода «стилистической реставрации», реконструкции и реновации исторических памятников и их «очищения» от искажений на основе произвольных представлений художника-реставратора, каковым во Франции был Эжен Виолле-ле-Дюк. Он рассматривал такой метод как фальсификацию, обман современников, но ещё более потомков, поскольку делает невозможным отличить оригинальные детали от последующих модификаций. Когда реставрационные работы необходимы, они должны быть выполнены таким образом, чтобы дополнения были различимы и их нельзя было спутать с оригинальными деталями. Во время IV съезда инженеров и архитекторов, проходившем в Риме в январе 1883 года, Камилло Бойто был инициатором принятия 1-й итальянской Хартии реставрации (Prima Carta del Restauro) памятников архитектуры. Хартия способствовала формированию в дальнейшем оригинального итальянского «пути реставрации» (una via italiana al restauro), своеобразного компромисса между английской школой антиреставрационного движения, основанного на идеях Джона Рёскина и французской «стилистическая реставрацией» школы Виолле-ле-Дюка. Принципы Хартии состояли в следующем:
- Ясное различение стиля между новыми и старыми частями здания.
- Различение в строительных материалах между новым и старым.
- «Подавление» декоративных элементов в «новой ткани», размещённой в историческом здании.
- Экспонирование в отдельном месте любых материальных частей исторического здания, которые были удалены в процессе реставрации.
- Сохранение даты (или условного обозначения) проведённой реставрации в историческом здании.
- «Описательный эпиграф» выполненных реставрационных работ, который в обязательном порядке прилагается к памятнику.
- Регистрация и описание с фотографиями различных этапов реставрации. Этот реестр должен оставаться в памятнике или в близлежащем общественном месте. Это требование может быть заменено публикацией такого материала.
- Архивирование визуальной документации (обмерных чертежей, фотографий) о выполненных реставрационных работах.

В 1911 году Камилло Бойто принял участие в международной выставке в Турине, посвящённой 50-летию объединения Италии, и выступил с призывом к определению национального стиля в искусстве Италии.

## Экранизации
- Фильм Лукино Висконти «Чувство» (Senso, 1954) поставлен на основе одноимённого рассказа Бойто 1882 года.
- Ремейк этого фильма по этому же рассказу создал Тинто Брасс («Чёрный ангел», 2002).